# Giulia Bongiorno (cestista)
Giulia Bongiorno (Ragusa, 17 giugno 2000) è una cestista italiana.

## Carriera

### Nei club
Playmaker di 172 cm, ha giocato in NCAA.
Ha giocato a Ragusa, Roma e Brescia nella massima serie italiana. 
Nel 2025-'26 è confermata nel roster di Brescia.

### In Nazionale
Ha vestito la maglia della Nazionale 3x3 Under-18. Ha partecipato ai Giochi del Mediterraneo 2022 e alle Universiadi 2025.